# Richie Nuzzolese
Richie Nuzzolese (n. 22 de enero de 1990) es un modelo, entrenador personal y actor estadounidense. Ha aparecido en videos musicales como «Last Friday Night (T.G.I.F.)» de Katy Perry y Levels de Avicii (2011) y «Work Bitch» de Britney Spears (2013). Asistió a St. Dominic High School, en la ciudad de Oyster Bay (Nueva York).
El mes de octubre de 2013 audicionó para el show de televisión: Glee.

## Biografía
Richiard Nuzzolese nació el 22 de enero de 1990 en la ciudad de Nueva York. Asistió al Fashion Institute of Technology en la ciudad de Nueva York, especializándose en Desarrollo Textil y Mercadotecnia, terminando sus estudios en 2010.

## Carrera
Richie empezó su carrera en la industria de la moda a la edad de 16 años. Ha sido modelo de pasarelas, editoriales, campañas publicitarias, videos musicales y commerciales de televisión. Entre las campañas que ha realizado se encuentran, Men's Excercise, Cosmopolitan, Rich Young, Excercise For Men Only, Bloomingdale's, etc. Como actor ha participado en las películas, Sex and the City 2, Voodoo Academy 2, así como en los videos musicales, «Last Friday Night (T.G.I.F.)» de Katy Perry, «Watcha Doin' to Me» de Brian Kent y, más recientemente, «Work Bitch» de Britney Spears.

## Vida privada
Richie disfruta de cantar y tocar el trombón. Actualmente reside en Atlana, Georgia.